# داني سانتياغو
داني سانتياغو (بالإنجليزية: Danny Santiago)‏ مواليد 21 فبراير 1973 في ذا برونكس، نيويورك، الولايات المتحدة، هو ملاكم محترف أمريكي يصنف ضمن فئة الوزن الثقيل.

## المسيرة الاحترافية
من نزالاته:
- خسر أمام داني غرين بالضربة الفنية القاضية (2012).
- خسر أمام زولت إردي بالضربة الفنية القاضية (2007).

## إحصائيات
خاض خلال مسيرته 41 نزالا، فاز في 34 وتعادل في 1 وخسر في 7. فاز بالضربة القاضية في 20 نزالا.

## روابط خارجية
- داني سانتياغو على موقع بوكس ريك (الإنجليزية) (registration required)